# Petrarca
Francesco Petrarca (Arezzo; 20 de julio de 1304-Arquà Petrarca, 19 de julio de 1374) fue un poeta, filósofo italiano, considerado el padre del humanismo, pilar fundamental de la literatura italiana, especialmente gracias a su obra Cancionero. Su poesía dio lugar a una corriente literaria que influyó en autores como Garcilaso de la Vega, en España, y a William Shakespeare y Edmund Spenser, en Inglaterra, bajo el sobrenombre genérico de petrarquismo. Tan influyente como las nuevas formas y temas que trajo a la poesía fue su concepción humanista, con la que intentó armonizar el legado grecolatino con las ideas del cristianismo. Por otro lado, Petrarca predicó la unión de toda Italia para recuperar la grandeza que había tenido en la época del Imperio romano.

## Biografía

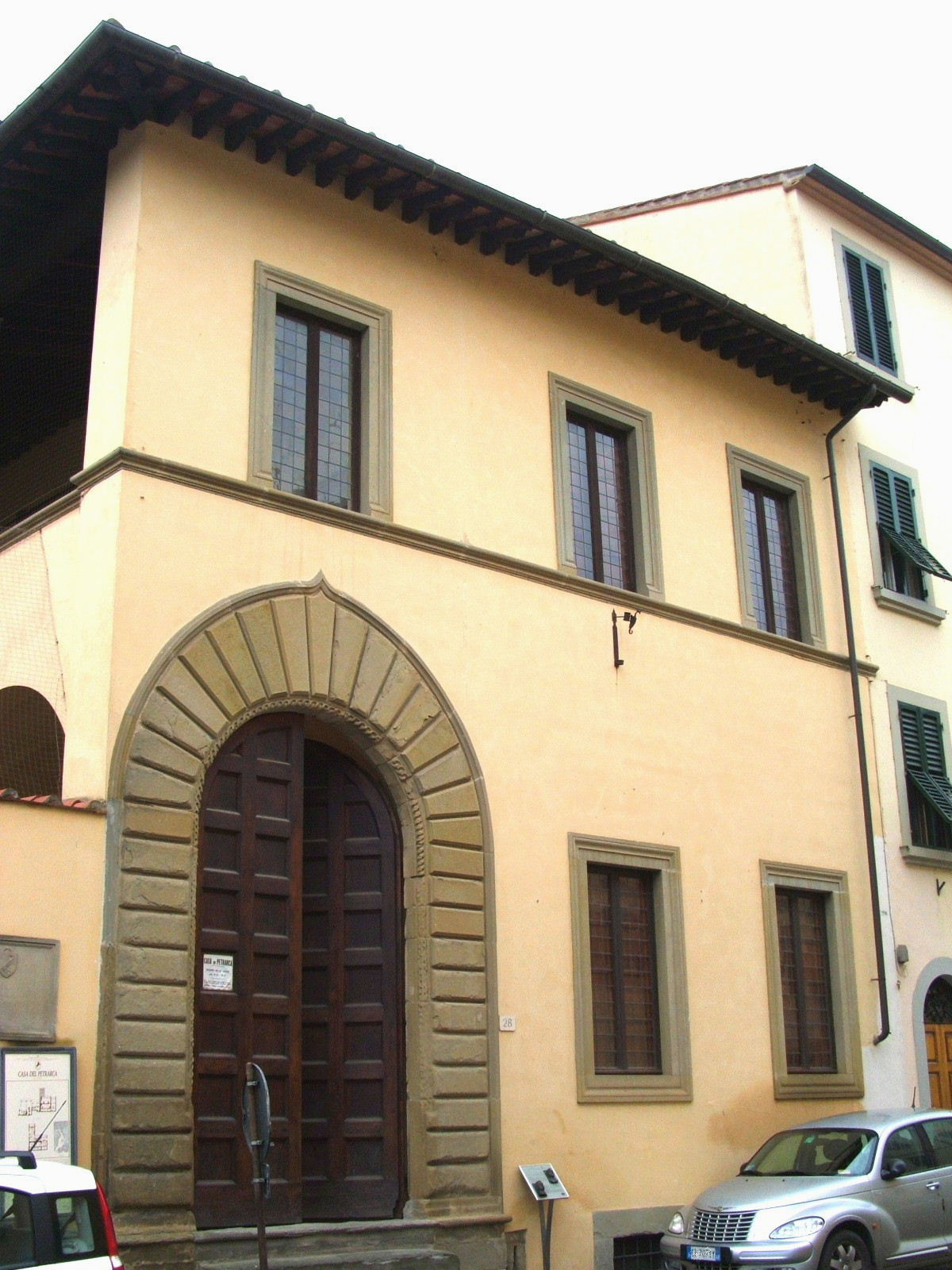
Casa natal de Petrarca en Arezzo

Hijo del notario Pietro (Petracco) di Ser Parenzo, pasó su infancia en el pueblo de Incisa in Val d'Arno, cercano a Florencia, pues su padre había sido desterrado de Florencia por los güelfos negros en 1302 a causa de sus relaciones políticas con Dante Alighieri, que era güelfo blanco. El notario y su familia marcharon luego a Pisa y a Marsella.  La familia llegó a Aviñón en 1312 y Francesco se instaló en Carpentras, donde aprendió humanidades con el profesor toscano Convenevole da Prato. Pasó toda su juventud en la Provenza, asimilando la lírica trovadoresca, y empezó a estudiar Derecho en Montpellier a comienzos del otoño de 1316; allí conoció a varios miembros de la familia Colonna, y luego pasó a la Universidad de Bolonia; ya entonces manifestó un gran amor por la literatura latina clásica, en especial por Cicerón; pero su padre, enemigo de esas lecturas, que veía poco provechosas, arrojó esos libros al fuego en 1320; la leyenda cuenta que la desesperación de Petrarca fue tal que tuvo que sacar lo que quedaba de ellos de la chimenea.
Tras la muerte de su padre regresó a Provenza e hizo los votos eclesiásticos menores. El 6 de abril de 1327, Viernes Santo, vio por primera vez a Laura, la mujer que idealizaría en sus poemas, en Aviñón. Poco se sabe de ella, aunque es muy posible que fuese la dama Laure de Noves, casada con un antepasado del marqués de Sade y, por tanto, llamada tras su matrimonio Laure de Sade (1310-1348). Por ella sintió una pasión pura y constante, como la que Dante Alighieri había sentido por Beatrice Portinari, la Bice de La Divina Comedia. Vivió entre 1337 y 1353 en Vaucluse o Fontaine-de-Vaucluse, un lugar con la fuente más caudalosa de Francia, en las cercanías de Aviñón. Tuvo dos hijos, Giovanni y Francesca (en 1337 y 1343, respectivamente), sin poder asegurarse si fueron fruto de una o dos relaciones. Nunca los referenció en sus obras directamente, teniéndose constancia de que el varón, que murió joven, le dio disgustos a diferencia de su hija, quien le proporcionó la alegría de varios nietos.
El 26 de abril de 1336 Petrarca, junto a su hermano y otros dos compañeros, escaló el monte Ventoso de los Alpes, de 1909 metros, y más tarde escribió una memoria del viaje en forma de carta a su amigo Francesco Dionigi. Como en ese tiempo no era usual escalar montañas sin fin práctico alguno, se considera ese día la fecha de nacimiento del alpinismo como deporte y a Petrarca como uno de los precursores del mismo.
Su vida transcurrió al servicio de la Iglesia y de la poderosa familia Colonna. Poseído por una pasión de bibliófilo, de la que da cuenta el capítulo consagrado a la bibliomanía de su De remediis, viajó constantemente por Europa (Francia, Italia, Países Bajos, España, Inglaterra) buscando códices de autores clásicos, y se convirtió en poeta laureado por el Senado de Roma por su poema latino en hexámetros Africa.
El encuentro con Giovanni Boccaccio en Florencia fue decisivo para sus ideas humanistas y junto a este se constituyó en figura principal del movimiento que intentó rescatar la cultura clásica de los siglos oscuros en el primer Renacimiento italiano, tratando de armonizar el legado grecolatino con las ideas del cristianismo. Por otro lado, Petrarca predicó la unión de toda Italia para recuperar la grandeza que había tenido en la época del Imperio romano. Vittore Branca escribió sobre él:

Se presenta como una especie de Jano que mira a la vez hacia el pasado y el porvenir, la antigüedad y la cristiandad, la frivolidad y el recogimiento, el lirismo y la erudición, el interior y el exterior [...] Ocupa en la historia de la poesía y de la cultura de Europa cristiana y moderna un lugar excepcional: jamás, quizá, un escritor haya tenido una influencia tan decisiva ni tan prolongada.

Como filólogo, en el curso de sus viajes pudo rescatar del olvido a algunos autores clásicos. En Lieja descubrió el discurso Pro Archia poeta, de Cicerón, y en Verona Ad Atticum, Ad Quintum y Ad Brutum, de este mismo. Una estancia en París le permitió encontrar las elegías de Propercio y en 1350 la revelación de Quintiliano marcó, a decir del poeta, su renuncia definitiva a los placeres de los sentidos. Petrarca fue el gran redescubridor de Vitruvio y tras la difusión por el florentino de la obra de este autor clásico, se puede afirmar que decir Vitruvio es decir todas las bases de la arquitectura Renacentista.
Petrarca terminó sus días en Arquà; según afirma la tradición, lo encontraron muerto sobre un libro que estudiaba.

## Obras

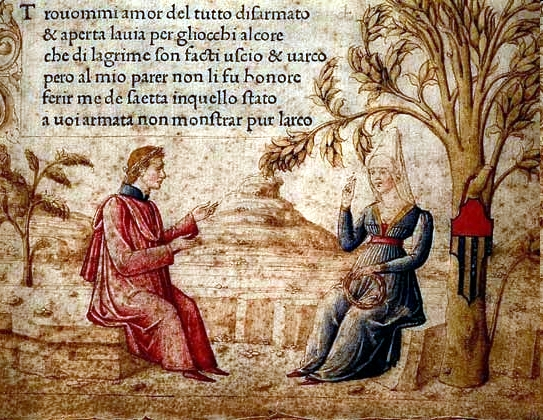
Laura y Petrarca, miniatura del Cancionero.

Su obra principal en lengua vulgar es el Cancionero, publicado originariamente con el nombre de Rime in vita e Rime in morte de Madonna Laura y que fue ampliando con el transcurso de los años. Es aquí donde Laura se constituye en el objeto idealizado de su amor, representante de las virtudes cristianas y de la belleza de la antigüedad. Posteriormente se denominaría Cancionero petrarquista a las colecciones de poemas líricos creadas por diferentes autores a manera del Canzoniere del Petrarca.
Poco antes de su muerte publicó I trionfi («Los triunfos»), dedicados a exaltar la elevación del alma humana hacia Dios.
Petrarca fue autor también de una ingente obra en latín, mucho más voluminosa y no menos influyente que su obra en toscano. Dentro de la obra latina revisten especial importancia, por diversos conceptos, el poema épico Africa (que canta en hexámetros latinos las hazañas del conquistador romano Escipión el Africano) y una colección de biografías de personajes ilustres titulada De viris illustribus. Otras obras latinas son: Bucolicum carmen, un conjunto de doce églogas de estilo virgiliano; una colección de epístolas en verso titulada Epystole; un elogio de la vida retirada, De vita solitaria; y Secretum, un diálogo imaginario entre un personaje llamado Franciscus (evidente réplica de sí mismo) y San Agustín, entre varias más.
Los poemas del Cancionero fueron escritos en italiano: se trata de una colección de más de trescientos sonetos y otros poemas (canciones, sextinas, baladas y madrigales), la mayoría de los cuales revelan la historia de su pasión por Laura y los avatares y estados espirituales y emocionales por los que atravesó, incluso después de la muerte de su amada, cuando su recuerdo la transforma en un ángel (donna angelicata) que intercede a Dios por él para transformar su pecaminoso amor profano en amor divino a la sabiduría y la moral. Se puede dividir en dos partes, coincidiendo con la muerte de su amada en la peste negra de 1348, cuando el autor da un giro a su vida tras las vanidades juveniles para profundizar en valores espirituales. Su creación final se convierte en palinodia de la inicial. En la obra se intercalan algunos versos dedicados a amigos y a otros temas, para marcar como miliarios la cronología de esa historia, así como otras composiciones que tienen la función de romper la monotonía métrica del conjunto.
La utilización del verso de once sílabas (endecasílabo) y sus perfectos sonetos encandilaron a poetas de los dos siglos siguientes y tuvieron influencia en el Siglo de Oro español, aunque algunos autores los rechazaran y los juzgaran como extranjerizantes.

### Obras latinas
- Opera Latina, edición de Sebastian Brant. Basilea. Johann Amerbach, 1496.
- Edizione Nazionale delle Opere di Francesco Petrarca. Florencia, Sansoni, 1926 ss.[4]
- Petrarca del Centenario. Florencia, Le Lettere, 2005 ss.[5]

#### En verso
- Africa, escrito entre 1338 y 1339, y después corregido y retocado. Poema heroico incompleto sobre la Segunda guerra púnica y en particular sobre las gestas de Publio Cornelio Escipión.
- Bucolicum carmen, compuesto entre 1346 y 1357 y constituido por doce églogas sobre temas amorosos, políticos y morales.
- Epistole metricae, escritas entre 1333 y 1361. 66 cartas en hexámetros, de las que algunas tratan sobre amor, aunque la mayoría trata sobre política, moral o materias literarias. Algunas son autobiográficas.
- Carmina varia, que recoge poemas dispersos en varios lugares:

1-6: F. Petrarchae, Poemata minora quae extant omnia, vol. III, Medioelani 1834.
7-24: K. Burdach, Von Mitteralter zur Reformation. IV. Aus Petrarcas Altestem Deutschen Schülerkreise, Berlín, 1929.
25: E. H. Wilkins, The Making of the "Canzoniere" and other petrarchan Studies, Roma, Edizioni di Storia e Letteratura 1951, p. 303.
26: G. Billanovich, «Un carme ignoto del Petrarca», Studi petrarcheschi, V (1989), pp. 101-125.

#### En prosa

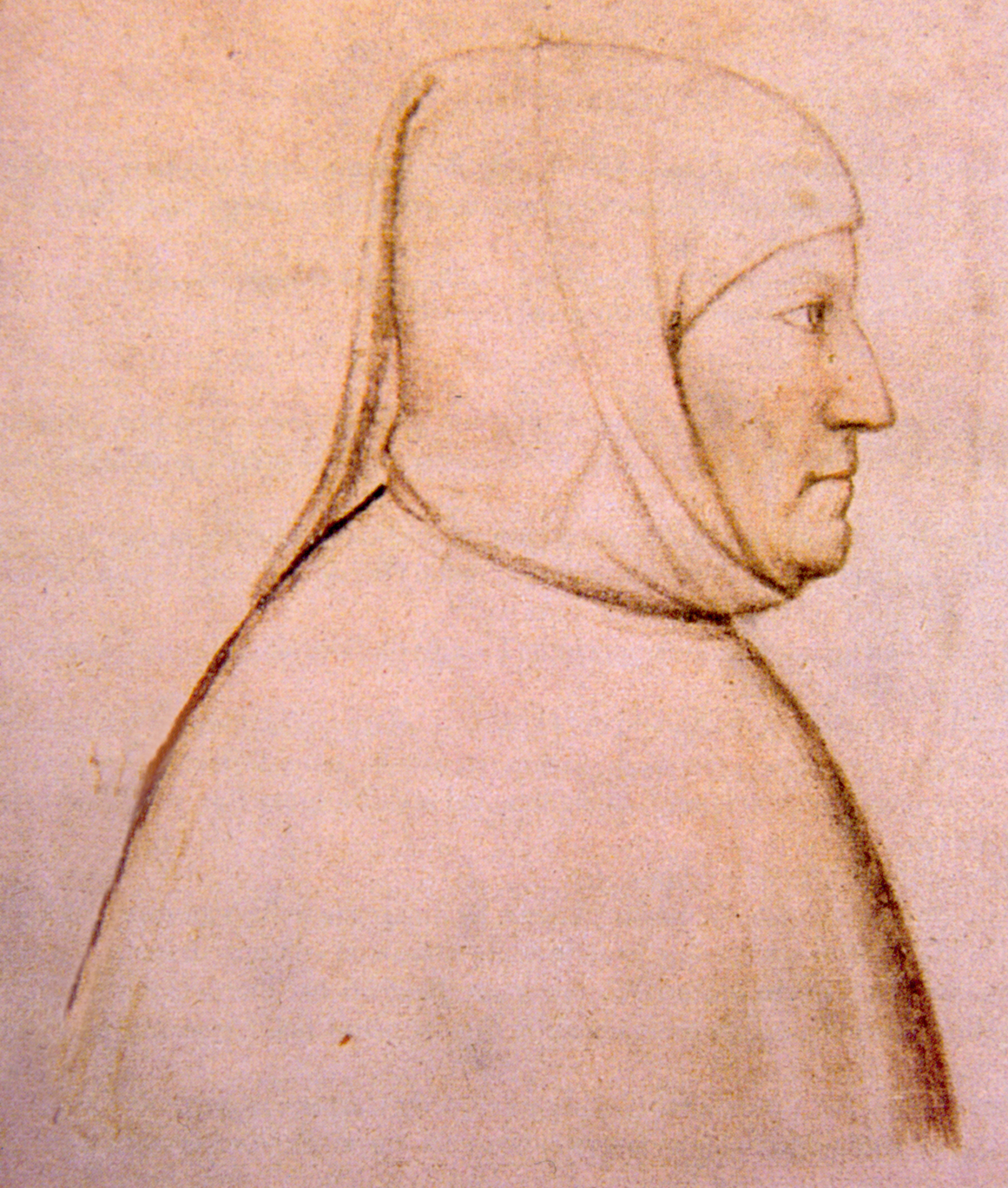
Retrato de Francesco Petrarca. Altichiero, 1370-1380.

- De viris illustribus (1337), colección de biografías de hombres ilustres redactada a partir de 1337 y dedicada a Francesco da Carrara, señor de Padua en 1358. Su intención original era reunir las vidas de personajes de la historia de Roma desde Rómulo hasta el emperador Tito, pero solo llegó hasta Nerón. Después añadió personajes de todos los tiempos, comenzando por Adán y terminando en Hércules. Como quedó incompleta, su amigo Lombardo della Seta la continuó hasta la vida de Trajano.
- Rerum memorandarum libri (1350), colección de ejemplos históricos y anécdotas reunidas con un propósito de educación moral.
- Itinerarium ad sepulcrum Domini, descripción de los lugares que se va encontrando en el viaje desde Génova a Jerusalén.
- Secretum o De secreto conflictu curarum mearum, compuesto entre 1347 y 1353, y en seguida revisada. Diálogo imaginario en prosa latina en tres libros entre el poeta mismo y San Agustín, en presencia de la Verdad, que permanece muda. Como examen de conciencia personal, afronta temas íntimos del poeta y por esto no fue concebido para divulgarse, por lo cual lleva ese título. En el primer libro San Agustín enuncia qué debe hacer Petrarca para conseguir la tranquilidad del alma: meditar sobre la muerte y desear elevarse. Petrarca mismo no puede guarecerse de la acidia. En el segundo libro, se analizan las pasiones negativas de Petrarca mismo: soberbia, avaricia, lujuria y acidia. En el tercero examina otras dos pasiones del poeta, en particular el amor por Laura y por la gloria, consideradas las dos las más graves culpas de Petrarca y las que le impedían acceder al equilibrio espiritual por el que suspiraba. Entiende los argumentos lógicos de San Agustín, pero no puede frenar su deseo. Existe traducción al castellano de Rossend Arquès y Anna Saurí, ISBN 978-84-376274-7-2 (2011).
- De vita solitaria (1346-c. 1356), tratado religioso y moral elaborado en 1346 y sucesivamente ampliado en 1353 y en 1366. Exalta la soledad, tema querido para el ascetismo medieval, desde un afán religioso de salvación del alma, aunque en el contexto de un intelectual laico: al rigor de la vida monástica contrapone el aislamiento laborioso del intelectual, dedicado a las lecturas y a las varias escrituras en lugares apartados y serenos, en compañía de amigos y de otros intelectuales. De aquí deriva la expresión de Humanismo cristiano de Petrarca. Existe traducción al castellano de Jesús Cotta Lobato, ISBN: 978-84-123783-6-8 (2021).
- De otio religioso (1346-1356) es un tratado que exalta la vida monástica y el otium o tranquilidad de espíritu definida como la mejor condición de vida posible.
- De remediis utriusque fortunae (1360-1366) es una colección de breves diálogos escritos en prosa latina, compuesta de 254 escenas de diálogos entre entidades alegóricas: prima la «Alegría» y la «Razón», después el «Dolor». Son diálogos educativos y morales para reforzar al individuo contra los golpes de la fortuna, tanto la buena como la adversa.
- Invectivarum contra medicum quendam libri IV (1355)
- De sui ipsius et multorum ignorantia (1368)
- Invectiva contra cuiusdam anonimi Galli calumnia o Contra eum qui maledixit Italiam
- Epistole (Familiares, Seniles, Sine nomine, Variae)
- De gestis Cesaris
- Psalmi penitentiales
- Posteritati, epístola excluida por su propia voluntad de la colección Seniles, en la que se describe a la posteridad con los atributos que pueden ser propios del humanista (la recuperación de la ciudadanía clásica y el amor por el latín)
- Contra quendam magni status hominem
- Collatio laureationis
- Collatio coram Johanne rege
- Collatio inter Scipionem, Alexandrum, Hannibalem
- Arringhe
- Orationes
- Testamentum.
- Vita Terrentii

### Colecciones epistolares

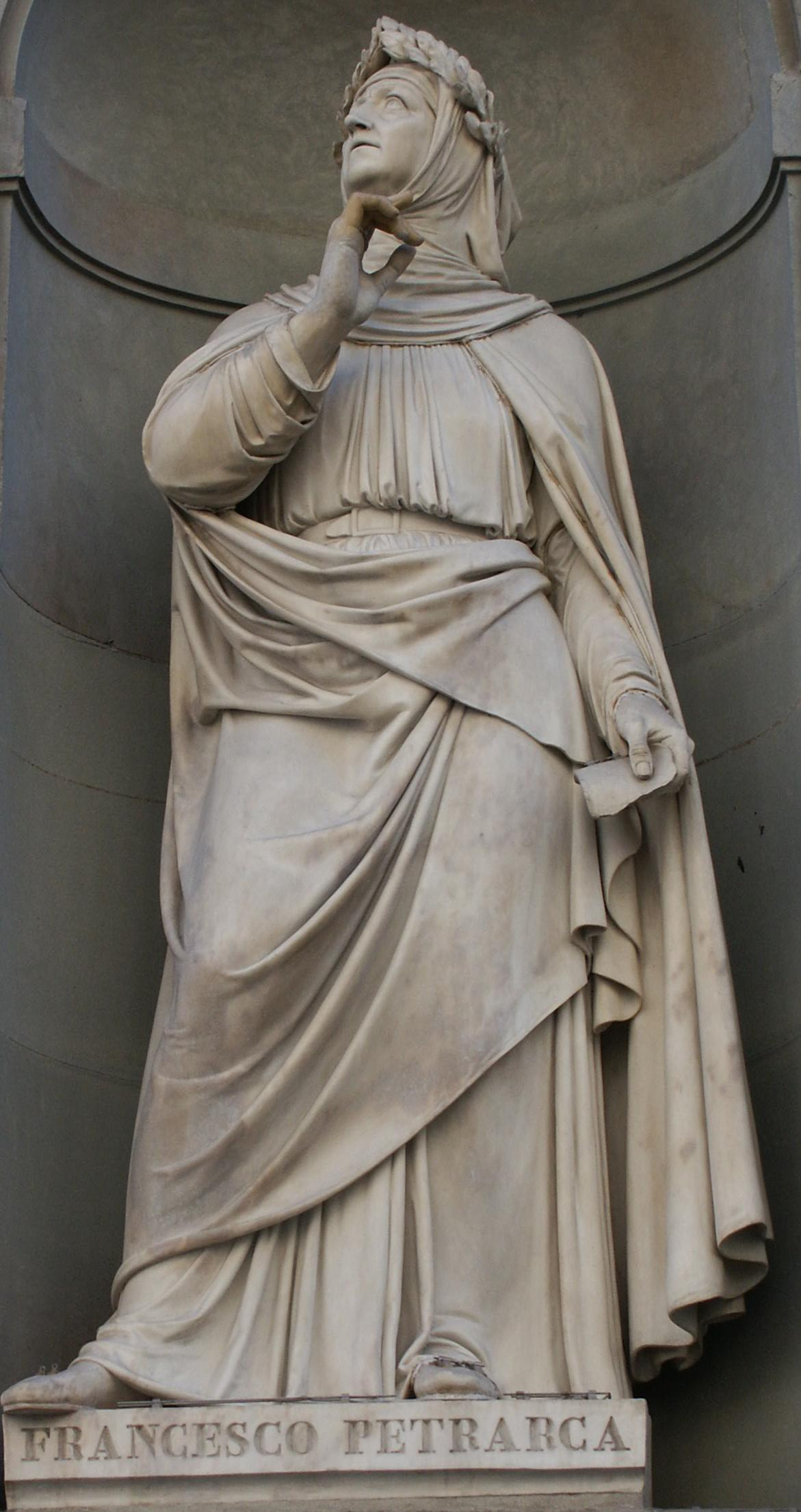
Estatua de Petrarca, Galería Uffizi, Florencia.

De extrema importancia son las cartas latinas, que, recogidas en orden cronológico, ofrecen la imagen autobiográfica del poeta; Petrarca tendía a ofrecer de sí mismo una figura ideal. Algunas fueron revisadas e incluso vueltas a escribir de nuevo. Van agrupadas por títulos como Familiares, Seniles y Sine nomine liber, que contienen algunas sobre política y polémicas, y por fin, las Variae.

### Obras en italiano o «lengua vulgar»
En tiempos de Petrarca, al italiano se le conocía como «lengua vulgar», pues la lengua considerada culta era el latín.
- El Canzoniere (título original: Francisci Petrarchae laureati poetae Rerum vulgarium fragmenta). Comprende 366 piezas: 317 sonetos, 29 canciones, nueve sextinas, siete baladas y cuatro madrigales. Otras piezas poéticas se perdieron o fueron incluidas en otros manuscritos.

La mayor parte de estas rimas son de tema amoroso; una treintena son de tema moral, religioso o político. Son célebres las canciones «Italia mia» y «Spirto gentil», en las cuales el concepto de patria se identifica con la belleza de la tierra natal, soñada libre de las luchas fratricidas y de las milicias mercenarias. Entre las canciones más recordadas se encuentra «Chiare, fresche e dolci acque» y entre los sonetos «Solo e pensoso».
Los editores modernos dividen la colección en dos partes: rimas in vita y rimas in morte di Madonna Laura, es decir, las rimas en vida y las rimas tras la muerte de Laura. En realidad, Petrarca cuidó bien la estructura sucesiva del Cancionero incluyendo rimas ya compuestas en su juventud para Laura y otras mujeres, pero atribuyéndolas en esta ocasión a Laura. En muerte, dedica poemas a Laura ya fallecida como el único puro amor que conduce a Dios, según una concepción teleológica y mística del amor que se encuentra ya en el Dante de la Vita nuova y la Divina Comedia. Sería impropio hacer coincidir la colocación de varios textos en la obra con el efectivo orden cronológico de la composición. El amor a Laura es el centro anímico de la rica y original poesía de Petrarca, en la cual todo en función de eso deviene literatura y deseo de gloria literaria.
Petrarca perfeccionó las formas de la tradición lírica medieval y de la lírica provenzal, cambió la forma de la sextina y reelaboró los modos poéticos. La amada de Petrarca es un ser superior espiritualmente al poeta al cual este rinde homenaje, pero no tiene todavía nada de sobrehumano; ella es modelo de virtud y de belleza. Asocia el nombre de Laura al lauro, al laurel poético de la gloria literaria, y juega con su nombre cambiándolo con l'aura (el viento) como en el soneto «Erano i capei d'oro a l'aura sparsi».
La segunda parte del Canzoniere se concluye con la canción Alla Vergine («A la Virgen»), en la cual el poeta se dirige a María e implora perdón y protección.
- I trionfi. Obra iniciada en 1351 y concluida el 12 de febrero de 1374, pocos meses antes de la muerte del autor. Se trata de seis series de tercetos encadenados, a cada una de las cuales llama "triunfo", aniquilados cada uno por el siguiente, hasta el final, el "Triunfo de la eternidad", que es el único que debe contar. Cada uno se percibe como un somnium o sueño alegórico y trata de una fuerza anímica abstracta que se impone sobre la anterior en el alma del poeta. Son de dos tipos: negativas (Amor, Muerte, Tiempo) y positivas (Castidad, Fama, Eternidad). Enfrentadas fuerzas naturales y fuerzas trascendentes, al final triunfa el aniquilamiento de todo lo terrenal en favor de todo lo divino. La primera traducción completa al castellano (Álvar Gómez de Ciudad Real ya había traducido El Triumpho de Amor de Petrarca..., Barcelona: PPU, 1998),[6] con los comentarios que les hizo Bernardo Lapini de Montalcino o de Siena, más conocido como Bernardo Illicino (1470)[7] fue obra del capellán Antonio de Obregón: Francisco Petrarca, con los seys Triunfos de toscano sacados en castellano con el comento que sobrellos se hizo (Logroño: Arnao Guillén de Brocar, 1512), de que hay edición electrónica moderna.[8]
- Frammenti e rime extravaganti. Se llama así a una serie de versos atribuidos a Petrarca en diversos manuscritos sobre distintos temas, algunos de los cuales son sin duda apócrifos.
- Testi del Vaticano latino 3196, también conocido como Codice degli abbozzi o "Códice de los bocetos" de la mano de Petrarca, comprende veinte pliegos mayoritariamente en lengua vulgar y unos pocos en latín, encuadernados siglos después de la muerte de su autor en un solo volumen. Son borradores de prosas y poemas, o textos excluidos de las obras ya conocidas, obras inacabadas o incluso poemas terminados. También poemas dirigidos a Petrarca. Al ser de propiedad privada, no fueron heredados con el resto de su biblioteca y archivo por Francesco I da Carrara y se quedaron con el yerno de Petrarca, Francescuolo da Brossano.